# Terry Walters
Terry Walters est une actrice américaine née le 2 février 1976 à New York.

## Filmographie

### Cinéma
- 1989 : Crimes et Délits
- 1992 : Me and Veronica : une serveuse
- 1998 : Sacré Slappy : Nancy
- 1999 : Drive Me Crazy : la serveuse du diner
- 2002 : Influences : Cokey
- 2005 : 12 and Holding : une invitée à la cérémonie funéraire
- 2008 : L'Œil du mal : la femme en Prius
- 2009 : Adam : Michael
- 2010 : Beginners : l'infirmière Terse
- 2012 : Sex Therapy : la nymphomane
- 2013 : As Cool as I Am : Libby
- 2014 : The M Word : Katie
- 2014 : (Just Like) Starting Over : Susan
- 2016 : The Bandit Hound : Jennifer
- 2016 : Namour : Christine
- 2016 : La La Land : Linda
- 2018 : We Are Boats : Eileen
- 2020 : Hold Fast, Good Luck : Anne
- 2021 : My Dead Dad : Jane

### Télévision
- 1996 : Babylon 5 : la jeune femme (1 épisode)
- 1997 : Buffy contre les vampires : Mme Tishler (1 épisode)
- 1997 : Urgences : Mme Angevine (1 épisode)
- 1998 : Beverly Hills : Jo (1 épisode)
- 1999 : Chicago Hope : La Vie à tout prix : Leslie (1 épisode)
- 1999 : La Vie à cinq : Deloris (1 épisode)
- 2000 : Diagnostic : Meurtre : Jeanie (1 épisode)
- 2000 : Providence : l'enseignante (1 épisode)
- 2000 : Ally McBeal : Andrea Bassett (2 épisodes)
- 2000 : Amy : Diane Gardner (1 épisode)
- 2001 : Spin City : la femme (1 épisode)
- 2001 : Washington Police : femme (1 épisode)
- 2001 : Larry et son nombril : la femme de Jeremy (1 épisode)
- 2002 : Leap of Faith : la petite-amie de Jim (1 épisode)
- 2003 : Alias : une technicienne de la CIA (1 épisode)
- 2004 : Desperate Housewives : Charlotte Fletcher (1 épisode)
- 2005 : Le Roi de Las Vegas (1 épisode)
- 2006 : Studio 60 on the Sunset Strip : Kathleen (1 épisode)
- 2007 : Fawlty Tower Oxnard : Sybil (7 épisodes)
- 2007 : Heartland : Pam Rando (1 épisode)
- 2007 : Southland : Eileen (1 épisode)
- 2011 : Body of Proof : Libby (1 épisode)
- 2013 : Bones : Pat Richards (1 épisode)
- 2014 : Santa Clarita Diet : Mia (2 épisodes)
- 2019 : Euphoria : Mme Applegate (1 épisode)
- 2020 : All Rise : Celia Anne Duval (1 épisode)